# Marie-Alphonsine Danil Ghattas

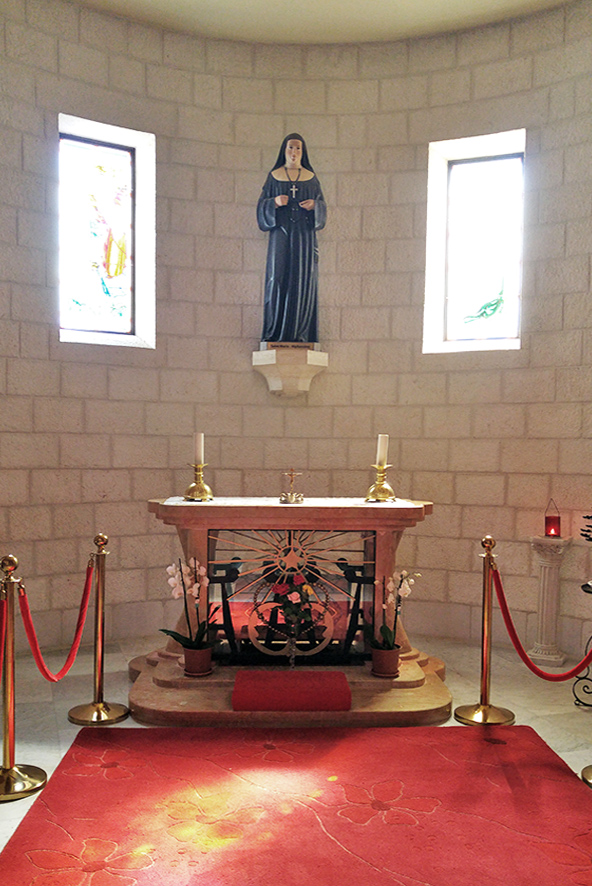
Les restes de Marie Alphonsine resten en el convent de les Germanes de Rosari de Jerusalem

Marie-Alphonsine Danil Ghattas (àrab: ماري ألفونسين غطاس, Mārī Alfūnsīn Ḡaṭṭās) (Jerusalem, 4 d'octubre de 1843 – Ein Kàrem, 25 de març de 1927) va ser una monja cristiana palestina que va fundar les Germanes Dominicanes del Rosari més Sagrat de Jerusalem (les Germanes del Rosari), la primera congregació palestina. És venerada com a santa per l'Església Catòlica.
Va ser beatificada per l'arquebisbe Angelo Amato en nom de Benet XVI el 2009. El 6 de desembre de 2014 el Papa Francesc va reconèixer un miracle atribuït a la seva intercessió com a requisit per la canonització. La data de la seva canonització va ser anunciada el 14 de febrer de 2015 i fou canonitzada el 17 de maig de 2015.

## Vida
Nascuda com a Soultaneh Maria Ghattas el 4 d'octubre de 1843 en una família palestina de Jerusalem, va treballar durant tota la seva vida entre els pobres de Palestina. Quan tenia 14 anys, Marie Alphonsine es va unir com a postulant a la Congregació de Sant Josep de l'Aparició. El 1862, després del seu jurament, va ser enviada a ensenyar catecisme a Betlem. Allà també es va vincular a les associacions religioses que promouen la devoció a Maria a través del rosari.
A Betlem, va assegurar haver tingut diverses aparicions de Maria que li demanava la fundació d'una congregació a Palestina que duria el nom de «Germanes del Rosari». El 1880 set noies joves preparades per Joseph Tannous, sacerdot del Patriarcat Llatí de Jerusalem, van rebre l'hàbit religiós en la nova fundació de les mans del patriarca Vincenzo Bracco. La germana Alphonsine va deixar la comunitat de les Germanes de Sant Josep amb el permís de Roma, i va entrar a la nova congregació. Va rebre l'hàbit de les mans de bisbe Pascal Appodia, vicari auxiliar i patriarcal, en la festivitat de Nostra Senyora del Rosari, el 7 d'octubre de 1883. El 7 de març de 1885, juntament amb vuit altres germanes, va professar jurament en el nou ordre en presència del patriarca llatí de Jerusalem, Vincenzo Bracco.
El 1886 va fundar una escola per noies a Beit Sahour. Llavors va ser enviada a Al-Salt, a Transjordània, amb tres germanes, i després a Nablus, abans de retornar a Jerusalem a causa de la seva salut. Després d'haver-se recuperat, va anar a la casa de Zababdeh.
Va morir a Ein Kàrem en la festivitat de l'Anunciació del 25 de març de 1927.

## Beatificació
La beatificació fou presidida per l'arquebisbe Angelo Amato, prefecte de la Congregació per a les Causes dels Sants, i enviat especial del Papa Benet XVI, que celebrà la missa juntament amb el patriarca Fouad Twal, Patriarca Llatí de Jerusalem, el 22 de novembre de 2009 a l'Església de l'Anunciació de Natzaret.
El Papa Francesc va aprovar un segon miracle el 6 de desembre de 2014 i fou canonitzada el 17 de maig de 2015. Assistiren a la cerimònia més de 2.000 pelegrins cristians de l'Orient Mitjà i el president palestí Mahmoud Abbas. Quatre dies abans de la canonització de Marie-Alphonsine Danil Ghattas el Vaticà va anunciar un acord pel qual la Santa Seu reconeixia l'Estat de Palestina.
Els membres de l'ordre han fundat escoles, programes de catequesi, clíniques i orfenats per tot l'Orient Mitjà.